# Myriopholis erythraeus
Espèce
Synonymes
- Glauconia erythraea Scortecci, 1929
- Leptotyphlops erythraeus (Scortecci, 1929)

Myriopholis erythraeus est une espèce de serpents de la famille des Leptotyphlopidae.

## Répartition
Cette espèce se rencontre en Érythrée et en Éthiopie.

## Publication originale
- Scortecci, 1929 "1928" : Rettili dell'Eritrea esistenti nelle Collezioni del Museo Civico di Milano. Atti della Società Italiana di Scienze Naturali e del Museo Civico di Storia Naturale, Milano, vol. 67, n. 3/4, p. 290-339.